# Venturia potentillae
Venturia potentillae är en svampart som först beskrevs av Carl (Karl) Friedrich Wilhelm Wallroth, och fick sitt nu gällande namn av Mordecai Cubitt Cooke 1877. Venturia potentillae ingår i släktet Venturia och familjen Venturiaceae.   Inga underarter finns listade i Catalogue of Life.
I den svenska databasen Dyntaxa används istället namnet Coleroa potentillae för samma taxon.  Arten är reproducerande i Sverige.